# Nicolás Ardito Barletta Vallarino
Nicolás Ardito Barletta Vallarino (ur. 21 sierpnia 1938) – panamski ekonomista i polityk Rewolucyjnej Partii Demokratycznej (PRD). Minister planowania (1968-1970 oraz 1973-1978), wiceprezes Banku Światowego (1978-1984). 11 października 1984 objął urząd prezydenta Panamy. 28 września 1985 ustąpił z powodu braku wspólnego języka z Manuelem Noriegą (faktycznym dyktatorem Panamy).